# Aspergillus oryzae
Aspergillus oryzae (en xinès: 麴菌, 麴霉菌, 曲霉菌, pinyin: qū meí jūn; en japonès: 麹, kōji, o 麹菌, kōji-kin, en coreà: 누룩균, nurukgyun o nulook-gyun) és una espècie de fong ascomicot de l'ordre dels eurotials (Eurotiales). És un fong filamentós (floridura) que es fa servir en la cuina xinesa i japonesa per a fermentar la soia. També es fa servir per a sacarificar arròs, altres cereals i patates per a fer begudes alcohòliques com el huangjiu, sake i shochu. La domesticació d'Aspergillus oryzae va tenir lloc pel cap baix fa dos mil anys. A. oryzae es fa servir també per a la producció de vinagre d'arròs.
El doctor Eiji Ichishima de la Universitat de Tohoku anomena el fong kōji (A. oryzae) el "fong nacional" ("kokkin"), en una revista tècnica de la societat japonesa de producció de begudes alcohòliques fermentades, per la seva importància no només per a fer sake sinó també per a fer miso, salsa de soia i un ventall d'aliments tradicionals japonesos. Aquesta proposta seva va ser aprovada en la reunió anual de la societat del 2006.
"El kōji-kin vermell és una altra espècie de fong, Monascus purpureus.

## Genoma
Inicialment mantingut en secret, el genoma de A. oryzae va ser desvetllat per un consorci de companyies de biotecnologia japoneses a finals del 2005. Els 8 cromosomes junts comprenen 37 milions de parells de bases i dos mil gens. El genoma d'A. oryzae és un terç més gros que els de dos models genètics d'Aspergillus relacionats: Aspergillus nidulans i el patogen Aspergillus fumigatus